# Mi xao
Le mì xào (mì veut dire « nouilles de blé » et xào « sautées ») est un plat d'origine chinoise.

## Variantes
Ces nouilles sautées peuvent se déguster froides à Taïwan.
Le phở xào est un plat vietnamien et du nord du Viêt Nam.Dans la cuisine classique vietnamienne, le mì xao est un plat à base de nouilles, de viande et de fruits de mer.

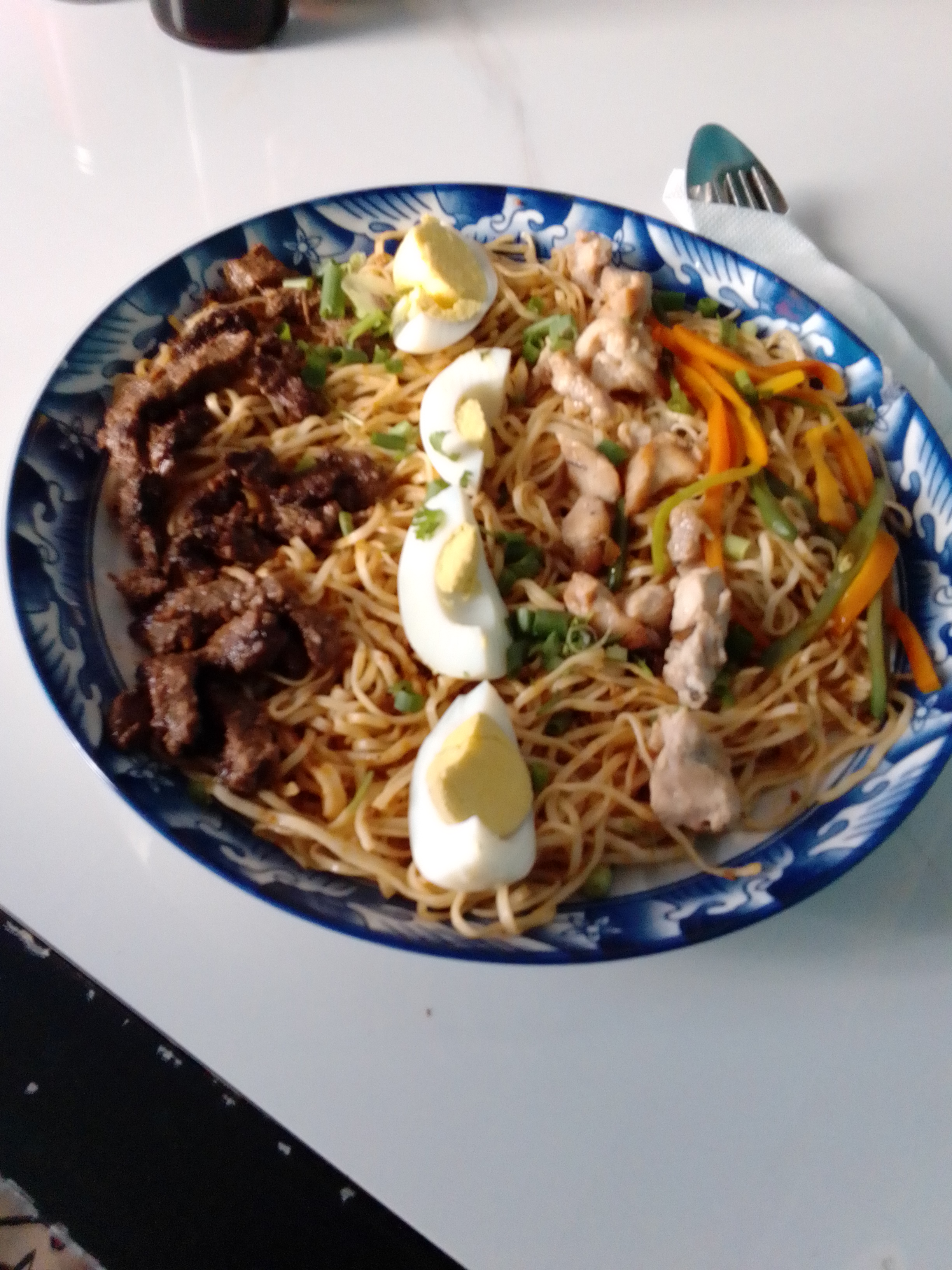
Mi xao d'Antsiranana (Madagascar).

Cette recette chinoise se retrouve aussi à Madagascar sous le nom de mi-sao.